# Arquidiócesis de Poitiers
La arquidiócesis de Poitiers (en latín: Archidioecesis Pictaviensis y en francés: Archidiocèse de Poitiers) es una circunscripción eclesiástica de la Iglesia católica en Francia. Se trata de una arquidiócesis latina, sede metropolitana de la provincia eclesiástica de Poitiers. Desde el 6 de agosto de 2024 es sede vacante y su administrador diocesano es el arzobispo Pascal Jean Marcel Wintzer.

## Territorio y organización

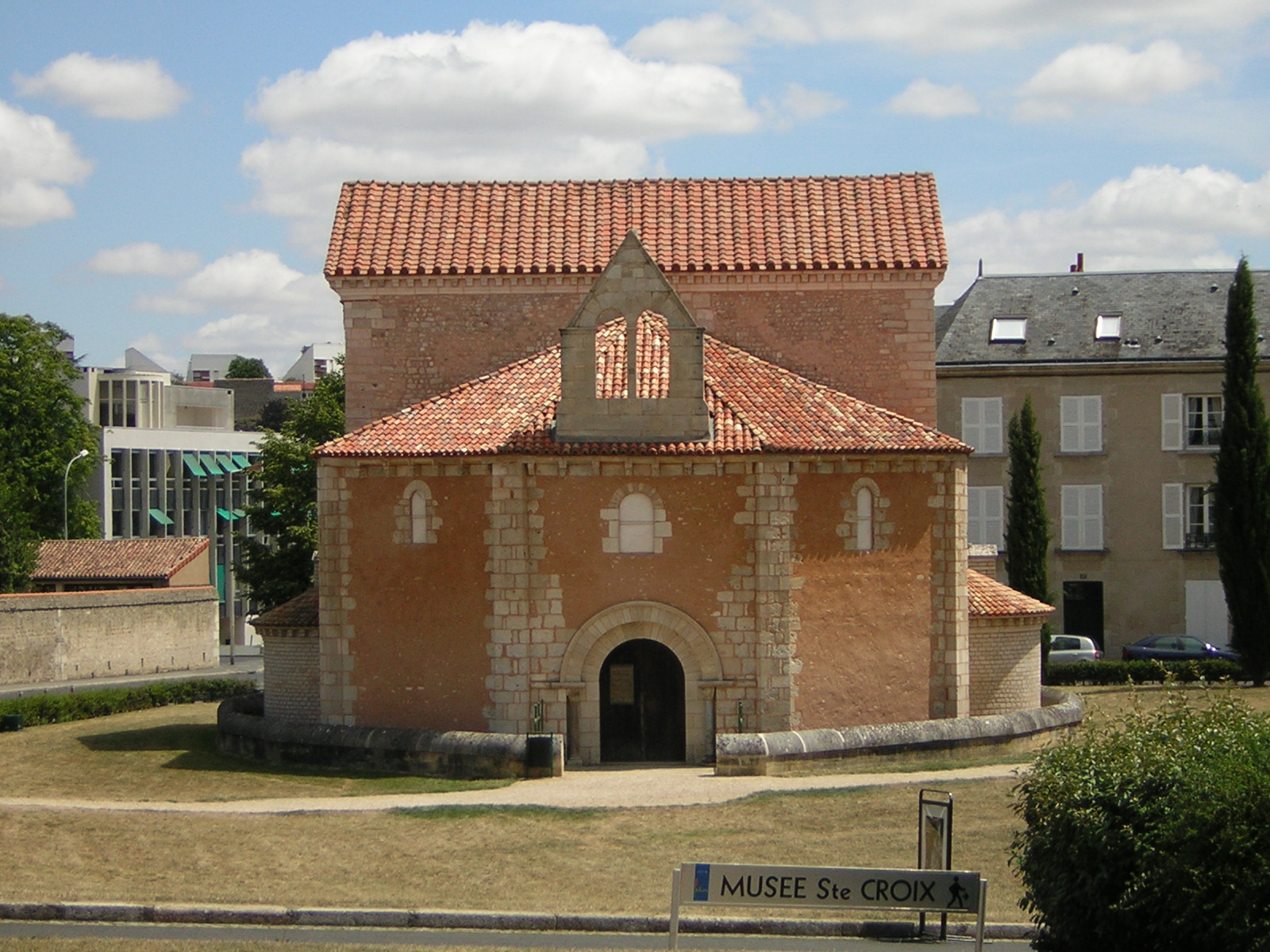
Baptisterio de San Juan, en Poitiers. Tiene fama de ser el monumento cristiano más antiguo de Occidente

La arquidiócesis tiene 12 989 km² y extiende su jurisdicción sobre los fieles católicos de rito latino residentes en los departamentos de Vienne y Deux-Sèvres, de la región de Nueva Aquitania.

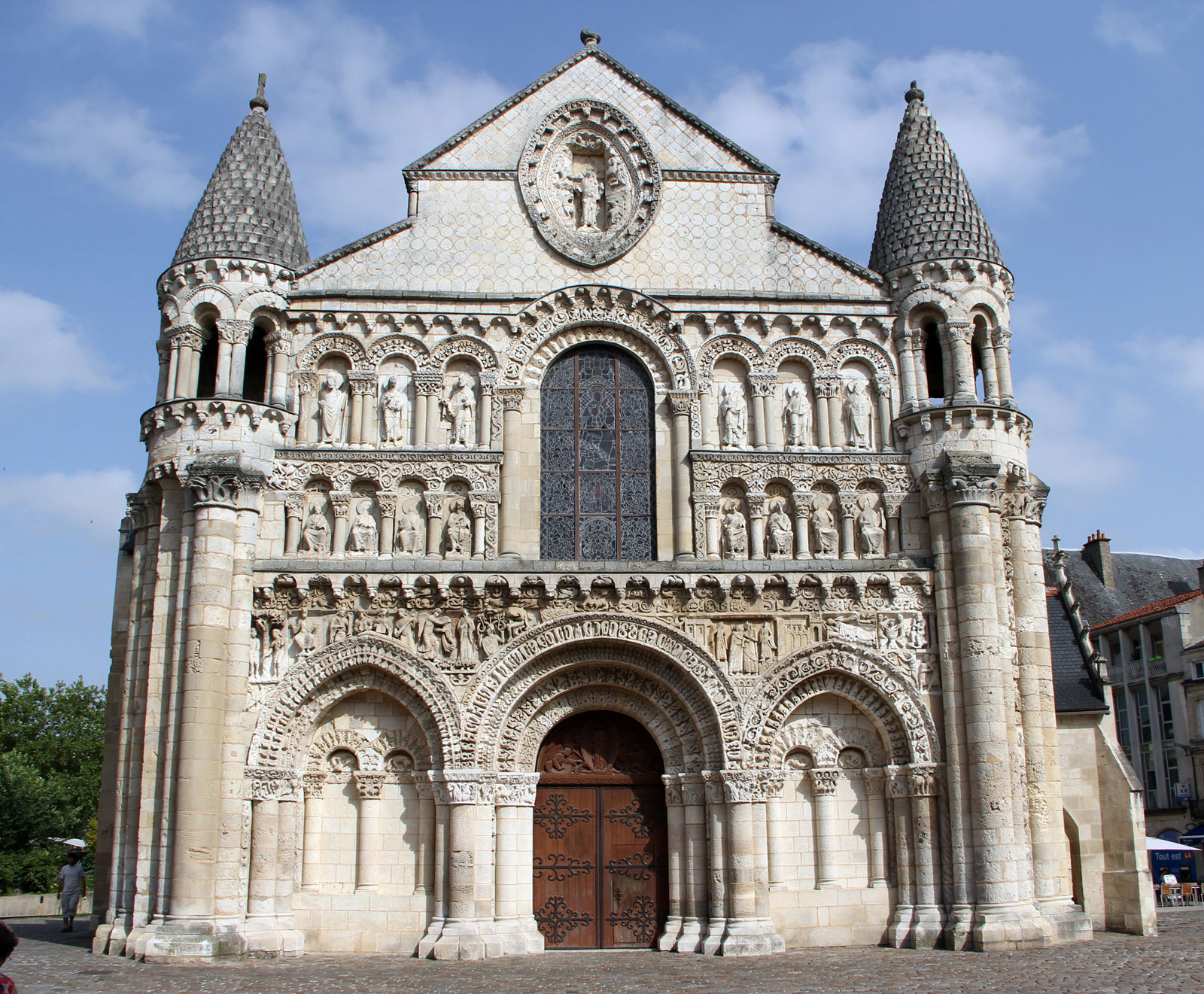
Iglesia de Notre-Dame la Grande, en Poitiers, mencionada por primera vez en el

La sede de la arquidiócesis se encuentra en la ciudad de Poitiers, en donde se halla la Catedral basílica de San Pedro.
La arquidiócesis tiene como sufragáneas a las diócesis de: Angulema, La Rochelle, Limoges y Tulle.
En 2021 en la arquidiócesis existían 28 parroquias, obtenidas de una reorganización de aproximadamente 600 parroquias históricas.

## Historia
La diócesis está atestiguada desde mediados del siglo IV, como sufragánea de la arquidiócesis de Burdeos, sede metropolitana de la provincia romana de Aquitania II.
Ya en 312 el obispo de Poitiers estableció una escuela cercana a su catedral; entre sus becarios estuvieron Hilario, Maxentius, Maximus (obispo de Tréveris), y sus dos hermanos Maximinus de Chinon y John de Marne, Paulinus (obispo de Tréveris), y el poeta Ausonio. En el siglo VI Fortunatus enseñó allí, y en el siglo XII la Europa intelectual acudió en masa a Poitiers para sentarse a los pies de Gilberto Porretano.
El primer obispo históricamente documentado es san Hilario, que ocupó la sede de Poitiers unos años antes del Concilio de Béziers (356), en el que, por no haberse plegado a las ideas arrianas del emperador, fue desterrado a Frigia. Allí tuvo la oportunidad de participar en el Concilio de Seleucia en Isauria (359); al año siguiente regresó a la Galia y murió hacia el 367 o 368. En el año 312 se había establecido una escuela junto a la catedral, en la que fue alumno el propio san Hilario y en el siglo VI san Venancio Fortunato, obispo de Poitiers y famoso autor eclesiástico.
Originalmente la diócesis era muy grande y llegaba hasta el océano Atlántico. En los siglos IX y X las invasiones de los bretones y los ataques de los condes angevinos provocaron la cesión forzosa de partes de su territorio a la diócesis de Nantes y a la diócesis de Angers respectivamente.
Poco después de mediados del siglo XII se inició la construcción de la actual catedral, gracias al apoyo de Aliénor de Aquitania y su marido Enrique II de Inglaterra. Fue consagrada el 17 de octubre de 1379.
El 13 de agosto de 1317, mediante la bula Salvator noster del papa Juan XXII, toda la parte centro-occidental de la diócesis fue retirada de Poitiers, con lo que el papa estableció las diócesis de Luçon y Maillezais. Estas decisiones despojaron a la diócesis de 3 arciprestazgos y 7 decanatos, que incluían 456 parroquias, 16 abadías y 218 prioratos.
El rey Carlos VII de Francia estableció la Universidad de Poitiers, en oposición a la de París (Sorbona), que se había puesto del lado de Enrique VI de Inglaterra. El 28 de mayo de 1431 el papa Eugenio IV aprobó la universidad con una bula.
El 15 de abril de 1583 el obispo Geoffroy de Saint-Belin adoptó el rito romano en toda la diócesis.
El 29 de noviembre de 1801, tras el concordato mediante la bula Qui Christi Domini del papa Pío VII del 29 de noviembre de 1801, los límites de la diócesis se modificaron sustancialmente para hacerlos coincidir con los departamentos de Vienne y Deux-Sèvres. Cedió 130 parroquias a las diócesis circundantes, pero al mismo tiempo incorporó 93 parroquias tomadas de la diócesis de La Rochelle y 35 que habían pertenecido a la suprimida diócesis de Saintes.
En 1806 el Estado reabrió la escuela de ley en Poitiers y más tarde las facultades de literatura y ciencia. Estas facultades estuvieron levantadas al rango de una universidad en 1896. De 1872 a 1875 Pastel Cardinal estuvo comprometido reestableciendo la facultad de teología. Como esfuerzo provisional llamó para enseñar en su Magnífico Seminario a tres profesores del Collegio Romano, entre ellos al padre Schrader, el comentarista del Syllabus, quién murió en Poitiers en 1875.
El 1 de septiembre de 1974 la parroquia de Puy-Saint-Bonnet, que formaba parte del departamento de Maine y Loira desde el 1 de septiembre de 1973, fue cedida a la diócesis de Angers.
El 8 de diciembre de 2002, tras la reorganización de los distritos eclesiásticos franceses, Poitiers fue elevada al rango de arquidiócesis metropolitana.

## Estadísticas
Según el Anuario Pontificio 2022 la arquidiócesis tenía a fines de 2021 un total de 661 000 fieles bautizados.
| Año                                                                             | Población            | Población | Población      | Sacerdotes | Sacerdotes    | Sacerdotes    | Bautizados por sacerdote | Diáconos permanentes | Religiosos | Religiosos | Parroquias |
| Año                                                                             | Bautizados católicos | Total     | % de católicos | Total      | Clero secular | Clero regular | Bautizados por sacerdote | Diáconos permanentes | Varones    | Mujeres    | Parroquias |
| ------------------------------------------------------------------------------- | -------------------- | --------- | -------------- | ---------- | ------------- | ------------- | ------------------------ | -------------------- | ---------- | ---------- | ---------- |
| 1950                                                                            | 580 000              | 613 487   | 94.5           | 792        | 666           | 126           | 732                      |                      | 152        | 1703       | 643        |
| 1970                                                                            | 632 000              | 666 718   | 94.8           | 729        | 606           | 123           | 866                      |                      | 168        | 1105       | 605        |
| 1980                                                                            | 665 000              | 698 000   | 95.3           | 543        | 456           | 87            | 1224                     | 2                    | 129        | 851        | 604        |
| 1990                                                                            | 693 000              | 716 000   | 96.8           | 437        | 379           | 58            | 1585                     | 20                   | 117        | 1015       | 604        |
| 1999                                                                            | 672 610              | 725 942   | 92.7           | 314        | 300           | 14            | 2142                     | 25                   | 47         | 699        | 604        |
| 2000                                                                            | 670 000              | 744 342   | 90.0           | 306        | 294           | 12            | 2189                     | 26                   | 27         | 674        | 604        |
| 2001                                                                            | 669 000              | 743 416   | 90.0           | 303        | 290           | 13            | 2207                     | 26                   | 44         | 665        | 604        |
| 2002                                                                            | 669 000              | 743 411   | 90.0           | 291        | 279           | 12            | 2298                     | 27                   | 45         | 595        | 604        |
| 2003                                                                            | 670 000              | 743 417   | 90.1           | 277        | 268           | 9             | 2418                     | 30                   | 39         | 558        | 604        |
| 2004                                                                            | 670 000              | 743 417   | 90.1           | 297        | 261           | 36            | 2255                     | 33                   | 53         | 535        | 604        |
| 2013                                                                            | 670 000              | 790 900   | 84.7           | 223        | 198           | 25            | 3004                     | 39                   | 47         | 379        | 604        |
| 2016                                                                            | 652 731              | 801 601   | 81.4           | 181        | 171           | 10            | 3606                     | 44                   | 36         | 352        | 600        |
| 2019                                                                            | 659 400              | 810 813   | 81.3           | 157        | 157           |               | 4200                     | 43                   | 26         | 32         | 28         |
| 2021                                                                            | 661 000              | 812 900   | 81.3           | 155        | 150           | 5             | 4264                     | 44                   | 31         | 24         | 28         |
| Fuente: Catholic-Hierarchy, que a su vez toma los datos del Anuario Pontificio. |                      |           |                |            |               |               |                          |                      |            |            |            |

## Episcopologio
Hay varios manuscritos que relatan el catálogo de los obispos de Poitiers. Cuatro de ellos son anteriores al siglo XIII y, según Duchesne, "son documentos históricos importantes ya que representan la tradición reconocida en el siglo XII, en la Iglesia de Poitiers, sobre la sucesión de los obispos de esta sede". A partir del siglo VI, el catálogo está confirmado en gran medida por documentos y testimonios históricos; sin embargo, no hay certeza sobre los nombres que preceden a este período, porque de los 23 obispos mencionados, sólo san Hilario está documentado históricamente.
- - San Agon?
- San Hilario de Poitiers (Hilaire) † (circa 350-13 de enero de 367 o 368 falleció)
- Pascenzio I (Pascentius) †[nota 2]
- Quinziano † (Quintianus)
- San Gelasio † (Gelasius, Gelais o Gelase)
- San Antemio † (Anthemius o Antheme)
- San Massenzio † (Maixent)[nota 3]
- Perenne †
- Migezio †
- Lupicino I †
- Pelagio †
- Lupicino II †
- Lupicino III †
- Esico I †
- Esico II †
- Antonio †
- Adelfio † (Adelphius o Adelphe) (antes del 511-después de 533)
- Elapsio †
- Daniele † (mencionado en 541)
- San Pienzo (Pient) † (antes del 544 circa-circa 561)
- San Pascenzio (Pescentius o Pascence) † (en la época del rey Cariberto I)
- Maroveo (Maroveus, Marovée o Mérovée) † (antes del 585-después de 590)
- Platone † (circa 591/593-circa 599 falleció)
- San Venancio Fortunato (Venantius Fortunatus) † (599-circa 607 falleció)
- Caregisilo (Caregisilus o Caregisile) †
- Ennoaldo (Ennoaldus o Ernnoald) † (mencionado en 614)
- Giovanni I (Jean I o Johann) † (mencionado en 627)[nota 4]
- Didone (Desiderius, Désiré, Didon o Dido) † (circa 628 o 629-después de 669)
- Ansoaldo (Ansoald) † (antes del 677-después de 696 o 697)
- Eparchio (Eparchius) †
- San Massimino (Maximinus o Maximin) †
- Gauberto (Gausbertus o Gaubert) †[nota 5]
- Godone de Rochechouart (Godo de Rochechouart o Godon) † (mencionado en 757)[nota 6]
- Magniberto (Magnibertus o Magnibert) †
- Bertaldo (Bertaidus o Bertauld) †[nota 7]
- Benedetto (Benedictus o Benoit) †
- Giovanni II (Jean II o Johann) †[nota 8]
- Bertrando I (Bertrand I) † (mencionado en 785 circa)
- Sigebrand (Sigibrand) † (antes de 818-después de noviembre de 830)
- Fridebert? (Friedebert) † (mencionado en 834)[nota 9]
- Ébroïn (Ebroin) † (antes de 838-18 de abril después de 848 falleció)[nota 10]
- Engenold (Engenoldus) † (antes de 860-después de 871)
- Frotier I? †[nota 11]
- Hecfroi (Egfroi) † (antes de 878-900 falleció)
- Frotier II † (antes del 905-después de 936)
- Alboin (Albouin) † (937-962 falleció)
- Pierre I † (circa 963-975 falleció)
- Gislebert I (Gilbert) † (975-después de 1018)
- Isembert I † (1021-circa 1047 falleció)
- Isembert II † (1047-1086 falleció)
- San Pedro II (Pierre II) † (1087-4 de abril de 1115 falleció)
- Guillaume Gilbert † (1117-1123 falleció)
- Guillaume Adelelme † (1124-6 de octubre de 1140 falleció)
- Grimoard † (1140-octubre de 1140 falleció)
- Gislebert II (Gilbert de La Porrée) † (1142-4 de septiembre de 1154 falleció)
- Calo (Chalon) † (1155-4 de noviembre de 1157 falleció)
- Laurent † (antes del 26 de marzo de 1159-28 de marzo de 1161 falleció)
- Jean aux Belles-Mains (Jean III Bellesmains)† (1162-1181 nombrado arzobispo de Lyon)
- San Guillaume Tempier † (antes del 1184-29 de marzo de 1197 falleció)
- Adémar du Peirat (Aymar du Peirat) † (1197 o 1198-1198 falleció)
- Maurice de Blazon (Maurice de Blaron) † (21 de diciembre de 1198-circa 1214 falleció)[7]
- Guillaume Prévost † (1217-1224 o 1225 falleció)[7]
- Philippe Balleos † (1226-después de 1234)[nota 12][7]
- Jean de Melun † (circa 1235-11 de septiembre de 1257 falleció)[7]
- Hugues de Châteauroux † (antes del 1259-14 de octubre de 1271 falleció)[7]
  - Sede vacante (1271-1279)
- Beato Gauthier de Bruges, O.F.M. † (4 de diciembre de 1279-1306 renunció)[7]
- Arnaud d'Aux † (4 de noviembre de 1306-23 de diciembre de 1312 nombrado obispo de Albano)[7]
- Fort d'Aux † (29 de marzo de 1314-8 de marzo de 1357 falleció)[7]
- Jean de Lieux (Johann V de Lieux) † (27 de noviembre de 1357-agosto de 1362 falleció)[7]
- Raymond † (19 de diciembre de 1362-?)[7]
- Aimery de Mons † (antes del 4 de junio de 1363-3 de marzo de 1370 falleció)
- Guy de Malesec † (9 de abril de 1371-20 de diciembre de 1375 renunció)
- Bertrand de Maumont † (9 de enero de 1376-12 de agosto de 1385 falleció)
- Simon de Cramaud † (24 de noviembre de 1385-17 de marzo de 1391 nombrado antipatriarca de Alejandría)
- Louis d'Orléans † (17 de marzo de 1391-2 de abril de 1395 nombrado obispo de Beauvais)
- Ythier de Martreuil † (2 de abril de 1395-1403 falleció)
- Gérard de Montaigu † (27 de septiembre de 1403-24 de julio de 1409 nombrado obispo de París)
- Pierre Trousseau † (11 de septiembre de 1409-14 de abril de 1413 nombrado arzobispo de Reims)	
  - Simon de Cramaud † (14 de abril de 1413-15 de diciembre de 1422 falleció) (administrador apostólico, por segunda vez)
  - Louis de Bar † (3 de marzo de 1423-14 de febrero de 1424 renunció) (administrador apostólico)
- Hugues de Combarel † (14 de febrero de 1424-después de 1438)
- Guillaume Gouge de Charpaignes † (15 de diciembre de 1441-después de 1445)
- Jacques Jouvenel des Ursins † (3 de marzo de 1449-12 de marzo de 1457 falleció)
- Léon Guérinet † (1457-15 de abril de 1462 nombrado obispo de Fréjus)
- Jean du Bellay † (15 de abril de 1462-3 de septiembre de 1479 falleció)
- Guillaume de Clugny † (26 de octubre de 1479-1480 falleció)
- Pierre d'Amboise, O.S.B. † (21 de noviembre de 1481-1 de septiembre de 1505 falleció)
  - Jean de La Trémoille † (5 de diciembre de 1505-19 de junio de 1507 falleció) (administrador apostólico)
- Claude Husson † (10 de septiembre de 1507-1521 falleció)
- Louis de Husson † (23 de agosto de 1521-1532 renunció)
- Gabriel de Gramont † (13 de enero de 1532-26 de marzo de 1534 falleció)
  - Claude de Longvy de Givry † (29 de abril de 1534-30 de enero de 1551 renunció) (administrador apostólico)
- Jean d'Amoncourt † (30 de enero de 1551-?)
- Charles Pérusse des Cars † (13 de marzo de 1560-1569 nombrado obispo de Langres)
- Jean du Fay, O.S.B. † (3 de marzo de 1572-5 de noviembre de 1578 falleció)
- Geoffroy de Saint-Belin, O.Cist. † (27 de marzo de 1577-21 de noviembre de 1611 falleció)
- Henri-Louis Chasteigner de La Roche-Posay † (19 de marzo de 1612 por sucesión-30 de julio de 1651 falleció)
  - Sede vacante (1651-1658)
  - Antonio Barberini † (16 de agosto de 1653-27 de junio de 1657 nombrado arzobispo de Reims) (ilegítimo)
- Gilbert Clérembault de Palluau † (1 de abril de 1658-4 de enero de 1680 falleció)
- Hardouin Fortin de la Hoguette † (15 de julio de 1680-21 de enero de 1692 nombrado arzobispo de Sens)
- François-Ignace de Baglion du Saillant † (23 de noviembre de 1693-26 de enero de 1698 falleció)
- Antoine Girard de La Bornat (La Bournat) † (15 de septiembre de 1698-8 de marzo de 1702 falleció)
- Jean-Claude La Poype de Vertrieu † (25 de septiembre de 1702-3 de febrero de 1732 falleció)
- Jérôme-Louis de Foudras de Courcenay † (3 de febrero de 1732 por sucesión-13 de agosto de 1748 falleció)
- Jean-Louis de La Marthonie de Caussade † (21 de abril de 1749-12 de marzo de 1759 renunció[nota 13])
- Martial-Louis de Beaupoil de Saint-Aulaire † (9 de abril de 1759-1798 falleció)
  - Sede vacante (1798-1802)
- Luc-Jean-Baptiste Bailly † (19 de octubre de 1802-8 de abril de 1804 falleció)
- Dominique-Georges-Frédéric Dufour de Pradt † (1 de febrero de 1805-27 de marzo de 1809 nombrado arzobispo de Malinas)
  - Sede vacante (1809-1817)
- Jean-Baptiste de Bouillé † (1 de octubre de 1817-14 de enero de 1842 falleció)
- André-Joseph Guitton † (23 de mayo de 1842-7 de mayo de 1849 falleció)
- Louis-Edouard-François-Desiré Pie † (28 de septiembre de 1849-18 de mayo de 1880 falleció)
- Jacques-Edne-Henri-Philadelphe Bellot des Minières † (13 de diciembre de 1880-15 de marzo de 1888 falleció)
- André-Hubert Juteau † (14 de febrero de 1889-25 de noviembre de 1893 falleció)
- Henri Pelgé † (18 de mayo de 1894-31 de mayo de 1911 falleció)
- Louis Humbrecht † (1 de septiembre de 1911-14 de septiembre de 1918 nombrado arzobispo de Besanzón)
- Marie-Augustin-Olivier de Durfort de Civbac de Lorge † (3 de septiembre de 1918-22 de diciembre de 1932 renunció[nota 14])
- Edouard-Gabriel Mesguen † (7 de diciembre de 1933-4 de agosto de 1956 falleció)
- Henri-Louis-Toussaint Vion † (4 de agosto de 1956 por sucesión-5 de julio de 1975 renunció)
- Joseph Jean Marie Rozier † (5 de julio de 1975 por sucesión-12 de junio de 1994 falleció)
- Albert Jean-Marie Rouet (12 de junio de 1994 por sucesión-12 de febrero de 2011 retirado)
- Pascal Jean Marcel Wintzer (13 de enero de 2012-6 de agosto de 2024 nombrado arzobispo de Sens)[nota 15]